# João Nepomuceno Correia e Castro
João Nepomuceno Correia e Castro (Mariana, 1752 — Mariana, 1795) est un artiste peintre et décorateur brésilien.

## Biographie
João Nepomuceno Correia e Castro naît à Mariana le 1752.

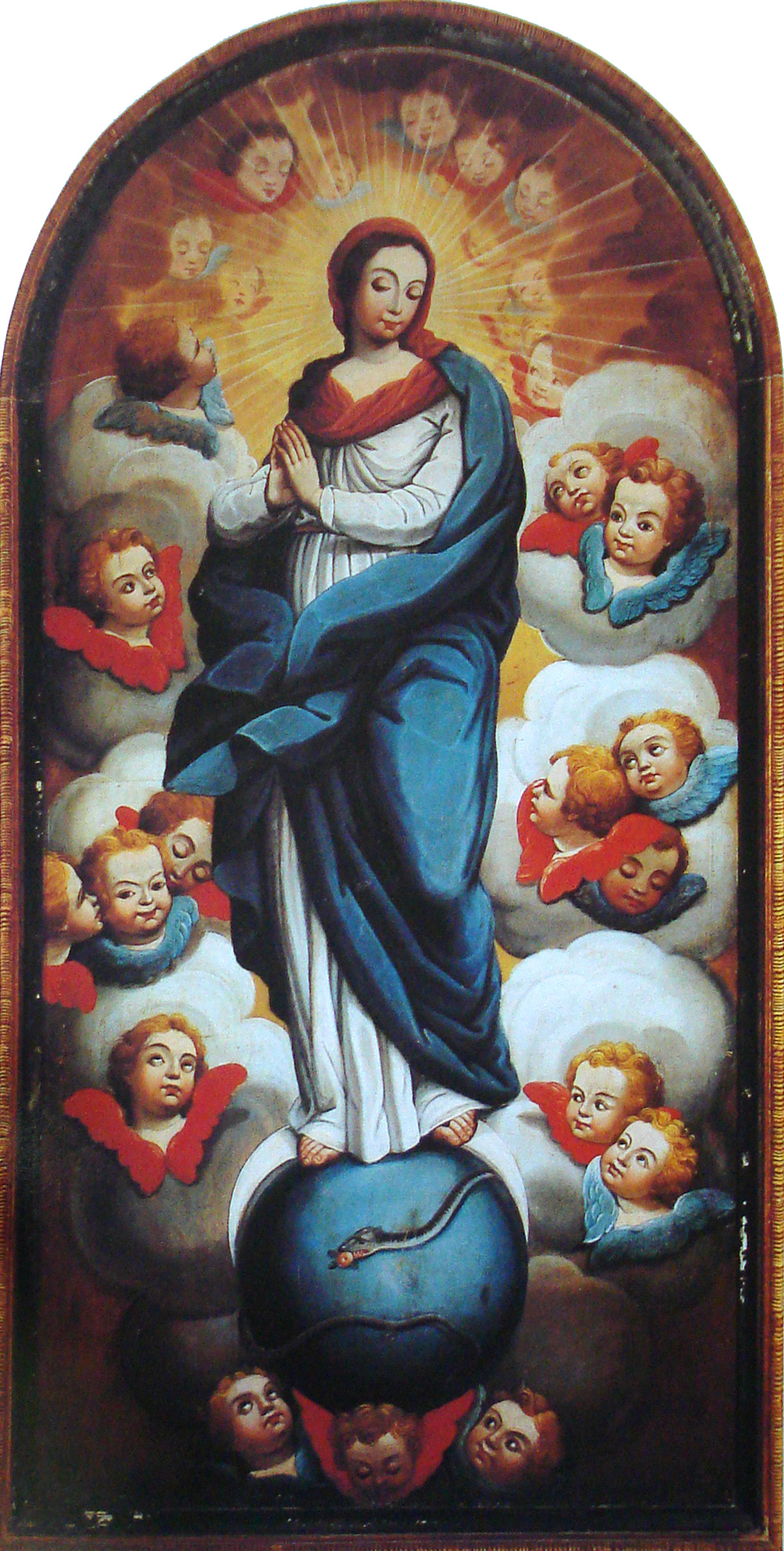
Imaculada Conceição (attribution), n. d., Museu da Inconfidência, Ouro Preto.

Ses premières œuvres enregistrées ont été réalisées dans l'église de Notre Dame du Rosaire, à São Paulo, aujourd'hui disparues. Sont conservés les tableaux de l'église et de la sacristie du sanctuaire du Bom Jesus de Matosinhos (réalisés entre 1777 et 1787), ainsi que la dorure des sculptures, et une œuvre sur toile qui lui est attribuée, aujourd'hui au Museu da Inconfidência (pt), représentant l'Immaculée Conception. Il a également conçu les autels latéraux (1779) de l'église de Notre Dame du Carmel (pt) d'Ouro Preto. Il a été le professeur de Francisco Xavier Gonçalves et de Bernardino de Senna.
Correia e Castro participe aux travaux du sanctuaire du Bom Jesus de Matosinhos : les panneaux à l'intérieur de l'église, qui racontent l'histoire de la Rédemption de l'homme du péché originel à la glorification de Jésus au ciel aux côtés de Dieu le Père (scène du plafond de la nef), ont été peints par João Nepomuceno Correia e Castro,.
João Nepomuceno Correia e Castro meurt à Mariana le 2 janvier 1795.